# Henric al II-lea de Champagne
Henric al II-lea de Champagne (sau Henric I al Ierusalimului) (n. 29 iulie 1166 – 10 septembrie 1197) a fost conte de Champagne de la 1181 și rege al Ierusalimului începând din 1192, cu toate că nu a utilizat niciodată titlul regal.

## Primii ani
Henric era fiul mai vârstnic al contelui Henric I de Champagne cu Maria de Franța, una dintre fiicele regelui Ludovic al VII-lea al Franței cu Eleanor de Aquitania. Mătușa lui, Adela de Champagne, era regină a Franței.
În 1171, Henric a fost logodit cu Isabelle de Hainaut. Când aceasta s-a căsătorit însă cu Filip al II-lea August, tatăl, mătușa și ceilalți membri ai familiei lui Henric au fost nemulțumiți. Astfel, facțiunea reginei mamă Adela a devenit ostilă față de familia Isabelei, cauzând tensiune la curtea Franței.
Tatăl lui Henric a murit în 1181, iar mama sa a activat ca regentă până la 1187.

## Cruciada
În 1190 Henric a plecat în Orient, după ce i-a pus pe baronii săi să jure că îl vor recunoaște pe fratele său mai mic, Theobald ca succesor al său în cazul în care el nu se va mai întoarce din Țara Sfântă. El s-a alăturat Cruciadei a treia, sosind cu unchii săi, regii Filip al II-lea al Franței și Richard I al Angliei. Inițial, Henric a fost unul dintre comandanții contingentului francez la asediul asupra Acrei înainte de sosirea lui Filip August. Se spune că ar fi făcut parte dintr-un grup implicat în răpirea reginei Isabella I a Ierusalimului, pentru a o sili să consimtă la divorțul de Umfredo al IV-lea de Toron așa încât să se poată căsători cu Conrad de Montferrat. Henric se înrudea cu Conrad prin ambii săi bunici pe linie maternă. Potrivit lui Baha ad-Din ibn Shaddad, Henric a fost rănit la Acra în 15 noiembrie.
În continuarea cruciadei, Henric și-a modificat opțiunea, supunându-se regelui Richard. În aprilie 1192, Richard Inimă de Leu l-a trimis pe Henric ca reprezentant al său din Acra către Tyr, pentru a-l informa pe Conrad de Montferrat asupra alegerii acestuia ca rege al Ierusalimului. Apoi Henric s-a întors la Acra. Câteva zile mai târziu, Conrad a fost asasinat de către doi asasini. Henric s-a întors la Tir două zile mai târziu, pentru a ajuta ostentativ la încoronarea lui Conrad, însă a descoperit că în schimb se pregăteau funeraliile acestuia. El s-a logodit imediat cu noua văduvă—însărcinată—regina Isabela. După numai opt zile de la moartea lui Conrad, cei doi se căsătoreau.
Cununia a fost comentată în mod romantic de unii dintre cronicari: cum că Isabela ar fi fost atât de atrasă de calitățile fizice ale lui Henric (ea era cu 20 de ani mai tânără decât Conrad) încât ea l-ar fi cerut în căsătorie. Dat fiind că ea era deja cunoscută ca fiind însărcinată cu copilul lui Conrad (Maria de Montferrat), căsătoria a fost considerată ca fiind scandaloasă de către unii, însă era vitală pentru regină în ideea de a avea un alt soț pentru a-și apăra regatul. Cu toate acestea, o consultare cu Înalta Curte a Ierusalimului ar fi trebuit să aibă loc. Cuplul a avut în continuare două fiice, Alice și Philippa.
Henric a cerut permisiunea din partea unchiului său Richard, care i-a acordat-o cu promptitudine: totuși, dat fiind că Richard era suspectat ca fiind implicat în asasinarea lui Conrad, acest lucru a ridicat noi întrebări asupra întregii povești. Într-adevăr, Henric, care era cunoscut de către arabi ca "al-kond Herri", a căutat ulterior alianța Asasinilor, și a fost chiar invitat să viziteze puternica lor fortăreață, al-Kahf. Pentru a-și demonstra puternica sa autoritate, conducătorul Asasinilor a făcut semn către doi oameni ai săi, care s-au aruncat imediat de pe înălțimile stâncilor. Apoi, Asasinii s-au oferit să comită un asasinat pentru Henric, pentr a-l onora ca musafir. Henric a ezitat, a semnat tratatul și a plecat. Patrick A. Williams l-a sugerat pe Henric însuși ca fiind suspect în asasinatul contra lui Conrad de Montferrat, deși aceasta ar fi reprezentat o inițiativă riscantă fără sprijinul și consimțământul tacit al unchiului său Richard.
Henric a murit în 1197, căzând de la etajul palatului său din Acra. Sunt narațiuni diferite în manuscrisele Continuărilor în franceza veche ale lui cronicii lui Guillaume de Tyr, cunoscute și drept Cronica lui Ernoul. Majoritatea sugerează că o fereastră cu zăbrele sau balcon l-a lăsat să alunece pe când se sprijinea de ea. Un servitor, posibil un pitic pe nume Scarlet, a căzut și el, după ce a încercat să îl salveze pe Henric apucându-l de mânecă. O altă versiune sugerează că Henric urmărea de la fereastră o paradă, când o parte dintre trimișii din Pisa au intrat în cameră. Întorcându-se pentru a-i saluta, el s-ar fi împiedicat și și-ar fi pierdut echilibrul.

## Urmări
Regina văduvă Isabella s-a recăsătorit la puțină vreme după moartea lui Henric. Cel de al patrulea (și ultimul) soț al ei a fost Amalric de Lusignan, rege al Ciprului. Moștenirea lui Henric a trecut asupra fiicei sale mai mari, Alice, care a fost curând căsătorită cu fratele ei vitreg, regele Hugo I al Ciprului, ai cărui moștenitori au repezentat linia majoră a conților de Champagne.
Henric a lăsat în urmă unele dificultăți pentru comitatul de Champagne. El împrumutase o mare sumă de bani pentru a-și finanța expediția către Ierusalim, iar apoi pentru căsătoria sa. În 1213, susținătorii nepotului său de frate Theobald al IV-lea de Champagne au invocat unui legat papal faptul că anularea căsătoriei Isabelei cu Umfredo de Toron (care era încă în viață în timpul căsătoriei ei cu Henric) fusese invalidă, drept pentru care cele două fete ale lui Henric cu Isabela ar fi fost ilegitime. În orice caz, acest lucru este îndoielnic: legitimitatea fiicei Isabelei cu Conrad, Maria de Montferrat, și dreptul descendenților acesteia la tronul Ierusalimului nu au fost niciodată puse sub semnul întrebării, iar dacă Maria era legitimă, atunci la fel erau și fiicele Isabelei cu Henric. În cele din urmă, Theobald a fost nevoit să le cumpere atât pe Alice cât și pe Filipa la un preț considerabil.